# Landtags- und Gemeinderatswahl in Wien 1923
- SDAP: 78
- JNP: 1
- CS: 41

Die Landtags- und Gemeinderatswahl in Wien 1923 fand am 21. Oktober 1923 statt, zugleich mit der Nationalratswahl in Österreich 1923. So wie der Nationalrat für diese Wahl von 183 auf 165 Mandate verkleinert wurde, wurde auch der Wiener Gemeinderat von 165 auf 120 Mandate reduziert. Die Sozialdemokraten erhielten beinahe die Zweidrittelmehrheit.
Der neue Gemeinderat wählte als Nachfolger von Jakob Reumann Karl Seitz zum Bürgermeister und den Stadtsenat Seitz I, in dem nur sozialdemokratische Stadträte Ämter zu führen hatten. Bürgermeister, Gemeinderat und Stadtsenat amtierten bis zur nächsten Wahl, die 1927 stattfand.

## Ergebnisse
|                                                                       | Ergebnisse 1923 | Ergebnisse 1923 | Ergebnisse 1923 |
| --------------------------------------------------------------------- | --------------- | --------------- | --------------- |
| Wahlberechtigte                                                       | 1.140.323       | 1.140.323       | 1.140.323       |
| Wahlbeteiligung                                                       | 91,0 %          | 91,0 %          | 91,0 %          |
|                                                                       | Stimmen         | %               | Mand.           |
| Sozialdemokratische Arbeiterpartei (SDAP)                             | 573.305         | 55,9 %          | 78              |
| Christlichsoziale Partei (CS)                                         | 338.580         | 33,0 %          | 41              |
| Großdeutsche Volkspartei (GDVP)                                       | 50.357          | 4,9 %           | —               |
| Jüdischnationale Partei (JNP)                                         | 24.253          | 2,4 %           | 1               |
| Demokraten (DMK)                                                      | 17.669          | 1,7 %           | —               |
| Kommunistische Partei Österreichs (KPÖ)                               | 13.748          | 1,3 %           | —               |
| Partei der sozialistischen und demokratischen Tschechoslowaken (PSDČ) | 7.603           | 0,7 %           | —               |